# Pietro Barone
Pietro Barone (Modica, 9 aprile 1881 – Napoli, 28 novembre 1975) è stato un ammiraglio italiano, che dopo essersi distinto come ufficiale durante la guerra italo-turca, e la prima guerra mondiale, durante la guerra d'Etiopia fu comandante superiore navale della Regia Marina in Africa Orientale Italiana. Nel corso della seconda guerra mondiale ricoprì l'incarico di comandante militare marittimo della Sicilia, con quartier generale a Messina, svolgendo tale incarico fino alla capitolazione dell'isola, avvenuta nell'agosto 1943. Dopo l'armistizio dell'8 settembre 1943 fu dapprima sottosegretario e poi direttore generale della marina mercantile, ricoprendo tale incarico sino al maggio 1944. Decorato con la Croce di Ufficiale dell'Ordine militare di Savoia, con quella di Grande ufficiale dell'Ordine della Corona d'Italia e quelle di Commendatore dell'Ordine dei Santi Maurizio e Lazzaro e dell'Ordine coloniale della Stella d'Italia.

## Biografia
Nacque a Modica, provincia di Ragusa, il 9 aprile 1881. Arruolatosi nella Regia Marina, nel 1899 iniziò a frequentare la Regia Accademia Navale di Livorno da cui uscì, con il grado di guardiamarina, nel 1901. Dopo essere stato imbarcato su alcune navi maggiori, nel 1905 prese parte alla campagna navale dell'Estremo Oriente a bordo dell'ariete torpediniere Calabria. Nel corso della guerra italo-turca con il grado di tenente di vascello fu comandante del piroscafo noleggiato Enrichetta, e in quello della prima guerra mondiale delle torpediniere 10PN, Procione e 54AS. Dopo la fine del conflitto alternò incarichi in mare ad altri a terra. Fu direttore degli uffici di vigilanza degli stabilimenti Armstrong di Napoli, del distaccamento presente sull'isola di Saseno (Albania) che era stata assegnata all'Italia dal trattato di Valona del 1920, la direzione dell'ufficio tecnico di Pola, e il comando della difesa e del deposito C.R.E. di Taranto. Promosso capitano di vascello, negli anni trenta del XX secolo fu comandante dell'incrociatore pesante Pola, capo di stato maggiore del Dipartimento navale di Napoli e comandante dell'arsenale di Taranto.
Con la promozione a contrammiraglio prese parte alla guerra d'Etiopia come comandante superiore navale della Regia Marina in Africa Orientale, distinguendosi nell'opera di preparazione del porto di Massaua all'intenso, e progressivo, traffico navale da e per la Madrepatria. Per questo fatto fu insignito della Croce di Cavaliere dell'Ordine militare di Savoia.
Promosso ammiraglio di divisione assunse il comando della 4ª Divisione navale alzando la sua insegna dapprima sull'incrociatore leggero Giovanni delle Bande Nere e poi sull'Alberto da Giussano tra il 3 maggio 1937 e il 1º giugno 1938.
Nominato il giorno dopo, 2 giugno 1938, comandante militare marittimo della Sicilia con quartier generale a Messina, resse tale incarico anche dopo l'entrata in guerra del Regno d'Italia, avvenuta il 10 giugno 1940. Mantenne l'incarico anche dopo il collocamento in posizione ausiliaria nel 1941 e successivo richiamo in servizio con il grado di ammiraglio di squadra sino alla caduta della Sicilia nell'agosto 1943. Distintosi durante la lunga guerra dei convogli da e per l'Africa Settentrionale Italiana e verso la Tunisia, fu insignito delle onorificenze di Ufficiale dell'Ordine militare di Savoia, di Cavaliere dell'Ordine dell'Aquila tedesca e con la Croce di Ferro di seconda classe. Dopo la firma dell'armistizio dell'8 settembre 1943, e sino al maggio 1944, fu dapprima sottosegretario e poi direttore generale della marina mercantile, venendo poi posto in congedo. Trasferito ai ruoli della riserva nel 1951 si spense a Napoli il 28 novembre 1975.

### Fonti
1. 1 2 3 4  Alberini, Prosperini 2016, p. 48.
2. 1 2 3 4 5 6 7 8 9 10 11 12  Alberini, Prosperini 2016, p. 49.
3. 1 2  Ordine militare d'Italia sul sito della Presidenza della Repubblica